# Ochtyrský rajón
Ochtyrský rajón (ukrajinsky Охтирський район) je rajón v Sumské oblasti na Ukrajině. Hlavním městem je Ochtyrka a rajón má přibližně 126 tisíc obyvatel.

## Města v rajónu
- Ochtyrka
- Trosťanec